# Жан-Пиер Соваж
Жан-Пиѐр Сова̀ж (на френски: Jean-Pierre Sauvage, [ʒanpjɛʁ sovaʒ]) е френски химик, носител на Нобелова награда за химия за 2016 г., заедно с Фрейзър Стодарт и Бен Феринга, „за разработването и синтеза на молекулярни машини“.

## Биография
Роден е на 21 октомври 1944 година в Париж, Франция. Завършва Националното висше училище по химия в Страсбург през 1967, а през 1971 защитава докторат в Университета „Луи Пастьор“ (днес част от Страсбургския университет), където преподава след това.
Приносите му са в областта на надмолекулярната химия, като през 1983 година за пръв път синтезира катенан, структура от две механично свързани молекули.
През 1997 става член на Френската академия на науките.

## Научна дейност
Първата стъпка към създаването на молекулярни машини е направена от Жан-Пиер Соваж през 1983 г. Тогава той успява да свърже две пръстеновидни молекули в обща верига, наречена катенан. Обикновено молекулите се свързват чрез силни ковалентни връзки, в които атомите споделят електрони, но в този случай механичната връзка е по-свободна. За да може една машина да изпълнява задача, нейните съставни части трябва да могат да се движат едни спрямо други. Веригата на Соваж изпълнява точно това условие.
Молекулярните машини се доразвиват от Фрейзър Стодарт през 1991 г., който успява да накара молекулярен пръстен да се движи по ос. На базата на това той създава и молекулярните мускули, молекулярен лифт и компютърен чип, базиран на молекули.
През 1999 г. Бен Феринга става първият човек, създал молекулярен мотор. Той представлява молекулярно роторно острие, което се върти постоянно в една и съща посока. Използвайки този мотор, Феринга успява да завърти стъклен цилиндър, голям близо 10 000 пъти повече от мотора. Той също така проектира и т. нар. наноколи.
Молекулярните машини, създадени от тримата учени, са хиляди пъти по-малки от дебелината на човешки косъм. При тях се наблюдава успешното свързване на молекули, които образуват всичко от малки лифтове до мотори и миниатюрни мускули. Соваж, Стодарт и Феринга създават инструментариум от химични структури, които се използват от изследователи по света за създаването на различни напреднали технологични устройства. Пример за употребата на тези молекулярни машини е построеният през 2013 г. молекулярен робот, който може да взима и свързва аминокиселини.
За работата си по „дизайна и синтезирането на молекулярни машини“, известни още като най-малките машини в света, тримата учени получават Нобелова награда за химия за 2016 г.